# ToyPad
ToyPad — компьютер, предназначенный для обучения и развлечения детей возрастом от 4 до 12 лет, оснащенный образовательными и развлекательными программами и играми.

## Концепция
ToyPad изначально разрабатывался как компьютер для детей возрастом от 4 до 12 лет. Поэтому при его создании учитывалось несколько базовых принципов: безопасность, возможность использования и для учебы, и для развлечений, многофункциональность, доступ к интернету, а также простота и удобство эксплуатации. Основное назначение ToyPad по мнению производителей — сделать обучение интересным и увлекательным.

## Модификации
Существуют две основные модели ToyPad (v.7.01 и v.7.02), которые имеют несущественные отличия. Основные функции и технические параметры в них практически не изменены.

## Функциональность
На компьютере установлены детские развивающие и обучающие программы, позволяющие освоить алфавит, иностранные языки, арифметику и грамматику, а также школьные программы для изучения различных предметов. ToyPad можно использовать для просмотра видео файлов, прослушивания музыки, просмотра изображений.
С помощью ярлыков, расположенных на рабочем столе ToyPad и подключенного интернета родители имеют возможность загружать в память устройства аудиокниги, мультфильмы, художественные и документальные фильмы, комиксы, детские игры и так далее.
Устройство поддерживает функцию многозадачности, то есть одновременное выполнение нескольких программ. Например, на ToyPad можно слушать музыку и читать электронную книгу в одно и то же время. Программное обеспечение и технические характеристики позволяют использовать ToyPad для чтения электронных книг. Компьютер позволяет делать школьные уроки и посещать детские образовательные и развлекательные сайты.
Родители могут контролировать посещение детьми сайтов, содержащих информацию эротического, порнографического содержания, сцены насилия и так далее.

## Технические характеристики
- жидкокристаллический TFT экран диагональю 7 дюймов и разрешением 800 х 480
- процессор Rockchip RK 2812 (версия 7.01) и Telechips 8803 (версия 7.02)
- оперативная память 512 Мб
- объем накопителя от 2 до 32 Гб
- устройство чтения для карт памяти microSD
- беспроводная связь Wi-Fi, доступ EDGE / GPRS / 3G
- устройства ввода — сенсорный экран
- акселерометр
- стереодинамики
- микрофон
- литиевая полимерная батарея (4300 мА·ч), которая обеспечивает до 10 часов работы
- размеры устройства: длина — 213,5 мм; ширина — 119 мм, толщина — 3,5 мм
- корпус белого, синего, желтого, сиреневого или розового цветов
- вес 400 г

## Программное обеспечение
- ОС Android 2.1-2.2 (версия 7.01) и Android 2.3 (версия 7.02)
- поддерживаемые аудио форматы: WMA, MP3, AAC, FLAC, WAV, APE, OGG, AC3
- поддерживаемые видео форматы: MP4, DAT, MKV, RM, 3GP, FLV, RMVB, MPG, MOV
- поддержка просмотров изображений JPEG, BMP, JPG, GIF
- программа Cool Reader для чтения электронных книг
- программа TaskKiller для управления запущенными приложениями и задачами
- установщик приложений ApkInstaller
- поддержка ОС Vista, Windows XP, Windows 2000

## Комплектность
- компьютер ToyPad
- наушники
- кабель USB для подключения к персональному компьютеру
- зарядное устройство
- переходник для подключения к съемному накопителю
- инструкция
- гарантийный талон
- картонная коробка

## Дипломы и награды
ToyPad получил диплом первой степени и золотую медаль на 17 международной выставке игр и игрушек в Экспоцентре.
Также компьютер награждён дипломом выставки Игрушка/Старт жизни 2011, которая проходила в «Крокус Экспо» в марте 2011 года.